# Teresa Wright
Muriel Teresa Wright (New York, 27 ottobre 1918 – New Haven, 6 marzo 2005) è stata un'attrice statunitense.

## Biografia

### Origini
Nata a Harlem, era figlia di Martha Espy e Arthur Hendricksen Wright, un agente di assicurazioni. Crebbe nel New Jersey, a Maplewood. Frequentò la Columbia High School, dove cominciò a interessarsi alla recitazione. Durante le vacanze estive, partecipò alle produzioni del teatro di Providencetown.
Dopo il diploma, ottenuto nel 1938, tornò a New York, ottenendo la parte di Emily in Our Town di Thornton Wilder quando Martha Scott, l'interprete della messa in scena teatrale, partì per Hollywood per partecipare alla versione cinematografica del dramma.

### Carriera

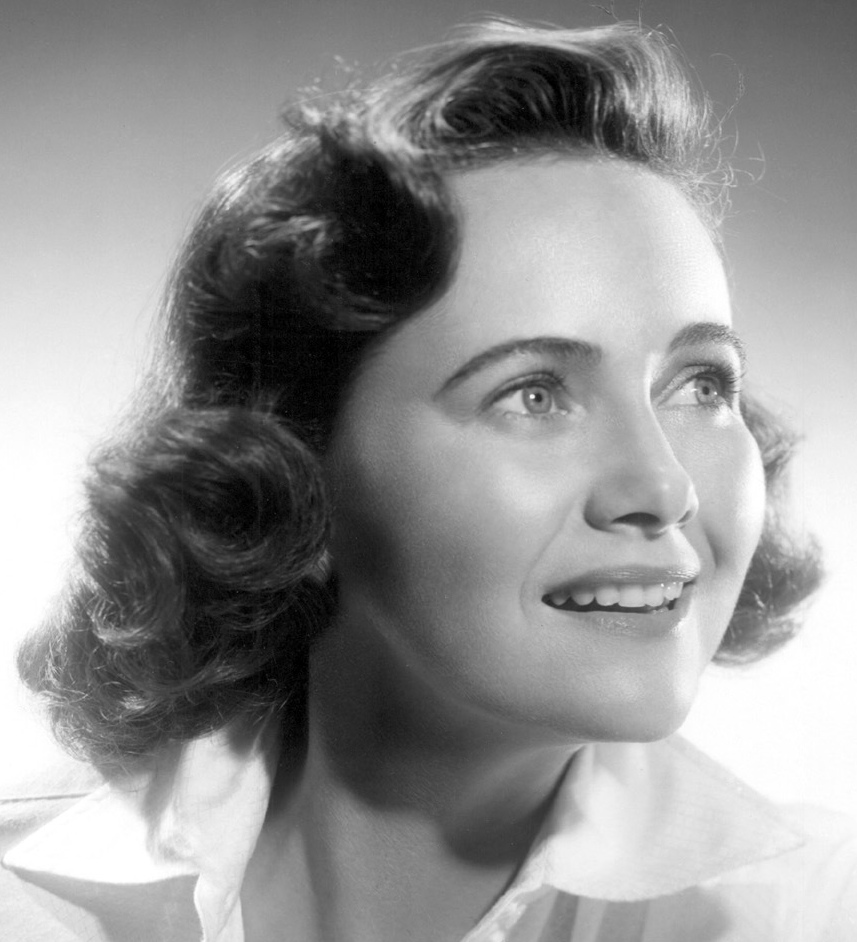
Teresa Wright negli anni '40

Alla fine del 1939 le venne affidata la parte di Mary Skinner in Life with Father, ruolo che interpretò nei due anni seguenti. Fu allora che un talent scout, che lavorava per Samuel Goldwyn, la scoprì a teatro. La giovane attrice venne scelta per affiancare Bette Davis nell'adattamento cinematografico di Piccole volpi (1941), nella parte della figlia. Già dal suo esordio cinematografico ottenne subito una candidatura all'Oscar. L'anno dopo fu ricandidata, questa volta come miglior attrice protagonista, per L'idolo delle folle (1942), ma il premio andò a Greer Garson per la sua interpretazione in La signora Miniver (1942). Nello stesso film recitava pure la Wright nel ruolo della nuora, e pure questo ruolo le valse una candidatura - la terza - all'Oscar. Questa volta, sbaragliando le avversarie, l'attrice riuscì a conquistare l'ambita statuetta nella categoria attrice non protagonista.
Teresa Wright ottenne una candidatura all'Oscar per ognuno dei suoi primi tre film girati a Hollywood. Nel 1943 venne prestata da Goldwyn all'Universal, dove fu diretta da Alfred Hitchcock in L'ombra del dubbio (1943), accanto a Joseph Cotten. Altri film di notevole impatto furono I migliori anni della nostra vita (1946) e Il mio corpo ti appartiene (1950), due pellicole incentrate sul difficile ritorno a casa dei reduci della seconda guerra mondiale.
Alla fine degli anni '50 lavorò soprattutto in TV e tornò sul palcoscenico ottenendo la candidatura agli Emmy Award nel 1957 e nel 1960. Le sue ultime apparizioni sullo schermo includono Ovunque nel tempo (1980), dove apparve tra i protagonisti. Chiuse la carriera interpretando per Francis Ford Coppola L'uomo della pioggia (1997), nel ruolo di "Miss Birdie".

### Vita privata
Dal 1942 al 1952 fu sposata con lo scrittore Niven Busch, col quale ebbe due figli: Niven Terence Busch, nato il 2 dicembre 1944, e Mary-Kelly Busch, nata il 12 settembre 1947. Divorziata da Niven Busch, nel 1959 sposò il commediografo Robert Woodruff Anderson, dal quale divorziò poi nel 1978; la coppia mantenne tuttavia ottimi rapporti fino al decesso di lei.
Morì all'età di 86 anni a seguito di un infarto allo Yale-New Haven Hospital nel Connecticut.

## Filmografia parziale

### Cinema

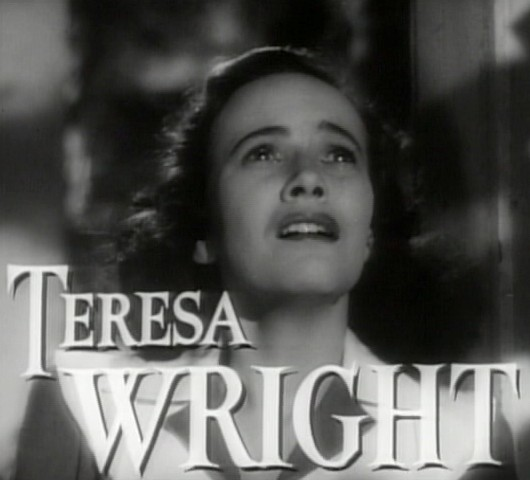
Teresa Wright ne L'ombra del dubbio (1943)

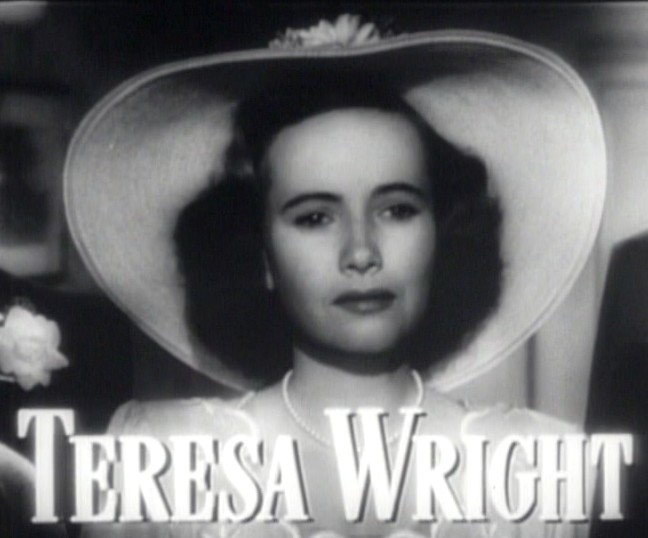
Teresa Wright ne I migliori anni della nostra vita (1946)

- Piccole volpi (The Little Foxes), regia di William Wyler (1941)
- La signora Miniver (Mrs. Miniver), regia di William Wyler (1942)
- L'idolo delle folle (The Pride of the Yankees), regia di Sam Wood (1942)
- L'ombra del dubbio (Shadow of a Doubt), regia di Alfred Hitchcock (1943)
- Le tre donne di Casanova (Casanova Brown), regia di Sam Wood (1944)
- I migliori anni della nostra vita (The Best Years of Our Lives), regia di William Wyler (1946)
- Notte senza fine (Pursued), regia di Raoul Walsh (1947)
- La donna di quella notte (The Imperfected Lady), regia di Lewis Allen (1947)
- The Trouble with Women, regia di Sidney Lanfield (1947)
- Fuga nel tempo (Enchantment), regia di Irving Reis (1948)
- All'alba giunse la donna (The Capture), regia di John Sturges (1950)
- Il mio corpo ti appartiene (The Men), regia di Fred Zinnemann (1950)
- Perdonami se ho peccato (Something to Live For), regia di George Stevens (1952)
- La conquista della California (California Conquest), regia di Lew Landers (1952)
- La morsa d'acciaio (The Steel Trap), regia di Andrew L. Stone (1952)
- Le ore sono contate (Count the Hours), regia di Don Siegel (1953)
- L'attrice (The Actress), regia di George Cukor (1953)
- La belva (Track of the Cat), regia di William A. Wellman (1954)
- La vita oltre la vita (The Search of Bridey Murphy), regia di Noel Langley (1956)
- Due gentiluomini attraverso il Giappone (Escapade in Japan), regia di Arthur Lubin (1957)
- Il frutto del peccato (The Restless Years), regia di Helmut Käutner (1958)
- Hail, Hero!, regia di David Miller (1969)
- Lieto fine (The Happy Ending), regia di Richard Brooks (1969)
- Roseland, regia di James Ivory (1977)
- Ovunque nel tempo (Somewhere in Time), regia di Jeannot Szwarc (1980)
- Diritto d'amare (The Good Mother), regia di Leonard Nimoy (1988)
- L'uomo della pioggia (The Rainmaker), regia di Francis Ford Coppola (1997)

### Televisione
- Climax! – serie TV, episodi 1x01-1x09-2x23 (1954-1956)
- General Electric Theater – serie TV, episodio 3x20 (1955)
- The 20th Century-Fox Hour – serie TV, episodi 1x06-2x01 (1955-1956)
- The Star and the Story – serie TV, episodi 1x14-2x15 (1955-1956)
- Celebrity Playhouse – serie TV, episodio 1x31 (1956)
- The Ford Television Theatre – serie TV, 5 episodi (1953-1957)
- The United States Steel Hour – serie TV, 5 episodi (1954-1962)
- The Alcoa Hour – serie TV, episodio 1x05 (1955)
- Screen Directors Playhouse – serie TV, episodio 1x16 (1956)
- Avventure in paradiso (Adventures in Paradise) – serie TV, episodio 1x01 (1959)
- Bonanza – serie TV, episodio 5x16 (1964)
- L'ora di Hitchcock (The Alfred Hitchcock Hour) – serie TV, 2 episodi (1964)
- La parola alla difesa (The Defenders) – serie TV, 2 episodi (1964-1965)
- Lancer – serie TV, episodio 1x16 (1969)
- Difesa a oltranza (Owen Marshall: Counselor at Law) – serie TV, episodio 3x06 (1973)
- Love Boat (The Love Boat) – serie TV, 1 episodio (1982)
- Sentieri (The Guiding Light) – serie TV, 1 episodio (1986)
- La signora in giallo (Murder, She Wrote) – serie TV, episodio 5x03 (1988)
- La famiglia Brock (Picket Fences) – serie TV, 1 episodio (1996)

## Teatro (parziale)
- Piccola città, di Thornton Wilder, regia di Jed Harris. Henry Miller's Theatre di Broadway (1938)
- Morte di un commesso viaggiatore, di Arthur Miller, regia di George C. Scott. Circle in the Square Theatre di Broadway (1975)

## Riconoscimenti
- Premi Oscar 1941: Migliore attrice non protagonista per Piccole volpi
- Premi Oscar 1943: Migliore attrice non protagonista per La signora Miniver di William Wyler – candidatura come migliore attrice protagonista per L'idolo delle folle (The pride of the Yankees)
- Ha due stelle sulla Hollywood Walk of Fame, una al 1658 di Vine Street per il cinema e l'altra al 6405 di Hollywood Blvd. per la TV

## Doppiatrici italiane
- Rosetta Calavetta ne La signora Miniver, L'idolo delle folle, Fuga nel tempo, Il mio corpo ti appartiene, L'attrice
- Dhia Cristiani ne La donna di quella notte, La conquista della California, La morsa d'acciaio, La belva
- Rina Morelli in Piccole volpi, Notte senza fine, Perdonami se ho peccato
- Vittoria Febbi ne L'idolo delle folle (ridoppiaggio), Ovunque nel tempo
- Paola Barbara ne L'ombra del dubbio
- Tina Lattanzi ne I migliori anni della nostra vita
- Lydia Simoneschi ne Il frutto del peccato
- Maria Pia Di Meo ne Le tre donne di Casanova (ridoppiaggio)
- Serena Verdirosi ne I migliori anni della nostra vita (ridoppiaggio)
- Alida Cappellini in Piccole volpi (ridoppiaggio)
- Isabella Pasanisi in Fuga nel tempo (ridoppiaggio)
- Franca Lumachi in Diritto d'amare
- Rossana Bassani in Sentieri
- Francesca Palopoli ne La signora in giallo
- Micaela Giustiniani ne L'uomo della pioggia - The Rainmaker